# Zastava M57
Zastava M57 — югославський напіавтоматичній пістолет під набої 7,62×25 мм Токарев на базі радянського пістолета Токарева.

## Історія
В 1957 Югославія отримала ліцензію на виробництво радянського пістолета Токарева. Однак югославські інженери внесли свої доробки — так був ведений магазин на 9 набоїв. У 1970 почалось виготовлення варіанта під набой 9×19мм Parabellum під назвою Zastava M88.
Більш сучасні моделі виготовляються для цивільного ринку і понині. Ціна у США $220-300 USD.

## Варіанти
- M57: основний варіант
- M57A: варіант з ще одним запобіжником
- M70A: варіант під 9мм
- M70AA: варіант М70А з запобіжником
- M88: більш компактна версія M70A
- M88A: варіант з полімерними накладками та новим запобіжником